# Argentina ai Giochi della XVI Olimpiade
L'Argentina ha partecipato ai Giochi della XVI Olimpiade - svoltisi a Melbourne dal 22 novembre all'8 dicembre 1956 
ed a Stoccolma dall'11 al 17 giugno dello stesso anno (solo per gli eventi equestri) 
con una delegazione di 35 atleti, di cui 1 donna, impegnati in 9 discipline,
aggiudicandosi 1 medaglia d'argento e 1 medaglia di bronzo.

## Medagliere

### Per discipline
| Sport             | Oro | Argento | Bronzo | Totale |
| ----------------- | --- | ------- | ------ | ------ |
| Sollevamento pesi | 0   | 1       | 0      | 1      |
| Pugilato          | 0   | 0       | 1      | 1      |
| Totale            | 0   | 1       | 1      | 2      |

### Medaglie
| Medaglia | Atleta            | Sport             | Evento       |
| -------- | ----------------- | ----------------- | ------------ |
| Argento  | Humberto Selvetti | Sollevamento pesi | Pesi massimi |
| Bronzo   | Víctor Zalazar    | Pugilato          | Pesi medi    |